# Dirdir
Los dirdir son una especie alienígena de ficción que aparece en los libros del ciclo de Tschai, creada en 1968 por Jack Vance.

## Historia
Los dirdir son una especie guerrera en el apogeo de su civilización. Son nativos del planeta Sibol, y conocen el viaje espacial desde hace setenta mil años. Pronto descubrieron la Tierra, de la que capturaron humanos proto-mongoloides como esclavos. Colonizaron Tschai hace sesenta mil años, y entraron en guerra con los chasch. Hace veinte mil años volvieron a la Tierra, donde cogieron otro cargamento de esclavos, protoeuropeos (proto - caucasoide). Hace diez mil años entraron en guerra con los wankh, que establecieron bases en el planeta. Actualmente Tschai es una colonia con poca actividad pero importante ya que en ella hay bases de dos enemigos importantes.

## Físico
Físicamente son esbeltos, delgados y de altura similar a la humana, algo más altos. De apariencia reptiloide, con cráneos altos y crestados, y una serie de antenas o bigotes que se echan hacia atrás a la altura de las orejas; la piel blanca y brillante, con una serie de refulgencias que emiten cierta luz. Están dotados de garras y colmillos afilados. Avanzan con movimientos rápidos y se desplazan a saltos. Sus voces son silbantes. Su reproducción es muy complicada, ya que cada sexo tiene una variedad de órganos reproductores, doce masculinos y catorce femeninos, y sólo se acoplan unas determinadas combinaciones.

## Sociedad
Los dirdir son individualistas y con unos instintos primarios muy desarrollados a los que dan rienda suelta con facilidad. Sus crías deben ser domadas antes de poder ser educadas. Están orgullosos de sus impulsos animales, al que llaman el viejo estado, y reaccionan instintivamente ante determinadas llamadas de los miembros de su especie, como la petición de ayuda o justicia. Esto hace que su sociedad sea muy conservadora y se mantenga a través de los esfuerzos de los individuos por mantener su estatus y subir de casta. Ya que por naturaleza son muy violentos, para evitar la guerra constante se apacigüan con los Misterios, corte sexual para encontrar alguien adecuado para aparearse, y con la caza, que les apasiona, ya que les recuerda su anterior condición de animales salvajes. Cazan y comen humanos. Sus sirvientes, los hombres-dirdir, se dividen en castas y se operan para ser similares a ellos. Los dirdir solucionan sus crímenes en juicios simples, en los que el acusado puede protestar y es declarado inocente si vence al árbitro en una lucha. No son religiosos.